# Paracrias mirus
Paracrias mirus är en stekelart som först beskrevs av Girault 1917.  Paracrias mirus ingår i släktet Paracrias och familjen finglanssteklar. Inga underarter finns listade i Catalogue of Life.